# Amphiglossus
Amphiglossus – rodzaj jaszczurek z podrodziny Scincinae w rodzinie scynkowatych (Scincidae).

## Zasięg występowania
Rodzaj obejmuje gatunki występujące na Madagaskarze.  

## Systematyka

### Etymologia
Amphiglossus: gr. αμφι amphi „dookoła, z obu stron”; γλωσσα glōssa „język”.

### Podział systematyczny
Do rodzaju należą następujące gatunki: 
- Amphiglossus astrolabi
- Amphiglossus reticulatus